# Marc Lièvremont
Marc Lièvremont (Dakar, 28 ottobre 1968) è un ex rugbista a 15 e allenatore di rugby a 15 francese, in carriera flanker di Perpignano, Biarritz e Stade français, e commissario tecnico della Nazionale francese dal 2007 al 2011.

## Biografia

### Giocatore
Primo di sette fratelli e una sorella, tutti rugbisti (tra i quali due, Thomas e Matthieu, anch'essi internazionali per la Francia; quanto a sua sorella Claire, fu campionessa nazionale nel 2005 a Toulouges), Lièvremont si formò ad Argelès-sur-Mer e nel 1988 fu ingaggiato dal Perpignano, con il quale nel 1994 vinse la Coppa di Francia.
Già impegnato a livello internazionale dal 1993, quando fece parte della rappresentativa del Linguadoca-Rossiglione, nel 1995 esordì in Nazionale maggiore in un test match contro l'Italia in Coppa Latina; prese parte al Cinque Nazioni 1998, vinto con il Grande Slam e, un anno più tardi, alla Coppa del Mondo di rugby 1999 in Galles, in cui disputò da titolare tutti gli incontri; la finale, persa, contro l'Australia, fu l'ultima apparizione in Nazionale di Lièvremont.
Nel frattempo trasferitosi allo Stade français, si laureò due volte campione nazionale, prima di passare nel 2000 al Biarriz.
Concluse la carriera da giocatore nel 2002 a causa di un problema al ginocchio (mai risolto nonostante varie operazioni), dopo la conquista del suo terzo titolo di campione di Francia.

### Allenatore
Rimasto al Biarritz dopo il fine carriera forzato, prese in carico la gestione tecnica della squadra Espoirs in parallelo alla conduzione dell'Under-21 francese e, in seguito, anche della Nazionale A.
Passato nel 2005 al Dax in Pro D2, subito alla prima stagione portò la squadra alle soglie della promozione nel Top 14, ma il traguardo gli sfuggì proprio nella finale; l'anno successivo riuscì a riportare la squadra in massima divisione e a portare a Dax i suoi due fratelli, Thomas e Matthieu, senza però avere l'opportunità di allenarli: dopo la Coppa del Mondo di rugby 2007 e le dimissioni del C.T. Bernard Laporte, passato alla carriera politica, l'allora presidente federale Lapasset scelse Marc Lièvremont per prenderne il posto
, insieme a Émile N'Tamack e Didier Retière, rispettivamente allenatori dei tre quarti e degli avanti.
Alla guida della Nazionale francese Lièvremont si aggiudicò il Sei Nazioni 2010 con il Grande Slam, anche se non mancò di attirarsi critiche sia per il cattivo andamento dei test match autunnali di quell'anno, il cui culmine fu una sconfitta per 16-59 allo Stade de France contro l'Australia, maturata al termine di un incontro che ancora al 50' vedeva la Francia condurre 16-13 per poi subire un rovescio di 46 punti nell'ultima mezz'ora, che per il deludente Sei Nazioni 2011 che, pur chiuso al secondo posto, vide la Francia battuta, tra le altre, dall'Italia per 21-22 allo Stadio Flaminio (a 14 anni di distanza dalla prima e, fino ad allora, unica vittoria azzurra sui transalpini) al termine di una rimonta che vedeva la Francia condurre 18-6 a venticinque minuti dalla fine, e a causa della quale l'intero staff tecnico francese fu messo sotto accusa.
Lievrèmont si presentò alla Coppa del Mondo di rugby 2011 in Nuova Zelanda da dimissionario, e riuscì a condurre la Francia al passaggio del turno pur perdendo due incontri nel girone di qualificazione (contro i padroni di casa e Tonga), ma nei quarti di finale riuscì a eliminare l'Inghilterra 19-12 e, nella successiva partita di semifinale, anche il Galles per 9-8.
In finale la Francia si arrese alla Nuova Zelanda per 7-8 al termine di una partita molto chiusa e nervosa.
Dopo il torneo Lièvremont ufficializzò le sue dimissioni dall'incarico.

## Palmarès
- Campionati francesi: 3
Stade français: 1998-99; 1999-2000
Biarritz: 2001-02
- Coppe di Francia: 2
Perpignano: 1993-94
Stade français: 1998-99

## Palmarès da allenatore
- Sei Nazioni: 1
Francia: 2010